# Вайц
Вайц (нім. Weiz)  — місто з 11 791 жителями (станом на 1 січня 2022) у східній Штирії та столиця однойменного округу в Австрії. Це найбільше місто в регіоні Східна Штирія за чисельністю населення та восьме за величиною місто (дев’ятий за величиною муніципалітет) у Штирії (станом на 1 січня 2022 року), і вважається промисловим містом завдяки кільком промисловим компаніям. Міський регіон Вайц з економічною, соціальною, географічною та транспортною спільнотою Міттердорф/Р., Мортанч, Наас і Танхаузен включає 19 984 жителів. (станом на 01.01.2022)
У рамках муніципальної структурної реформи Штирії в 2015 році було зареєстровано муніципалітет Кроттендорф.